# Sciapus medianus
Sciapus medianus är en tvåvingeart som först beskrevs av Becker 1922.  Sciapus medianus ingår i släktet Sciapus och familjen styltflugor.
Artens utbredningsområde är Peru. Inga underarter finns listade i Catalogue of Life.